# لوته کپیتال
لوته کپیتال (انگلیسی: Lotte Capital) شرکت خدمات مالی کره‌ای است، که در سال ۱۹۹۵ تأسیس شد.